# Luciferine

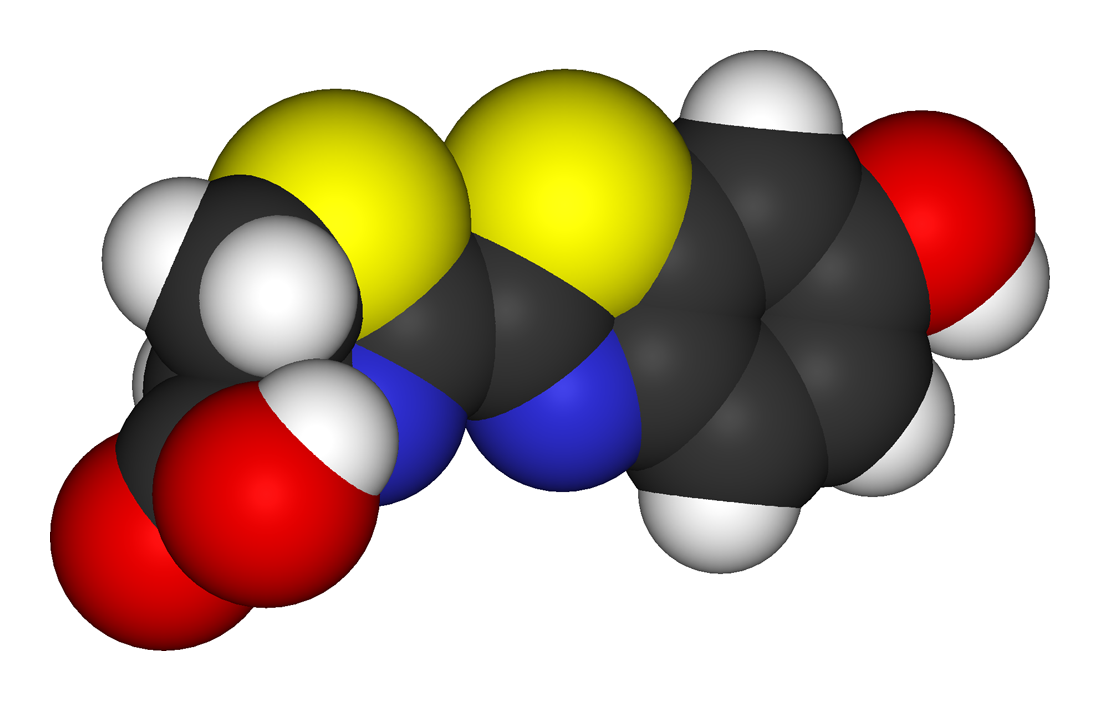
luciferine uit vuurvliegjes

Luciferine uit vuurvliegjes

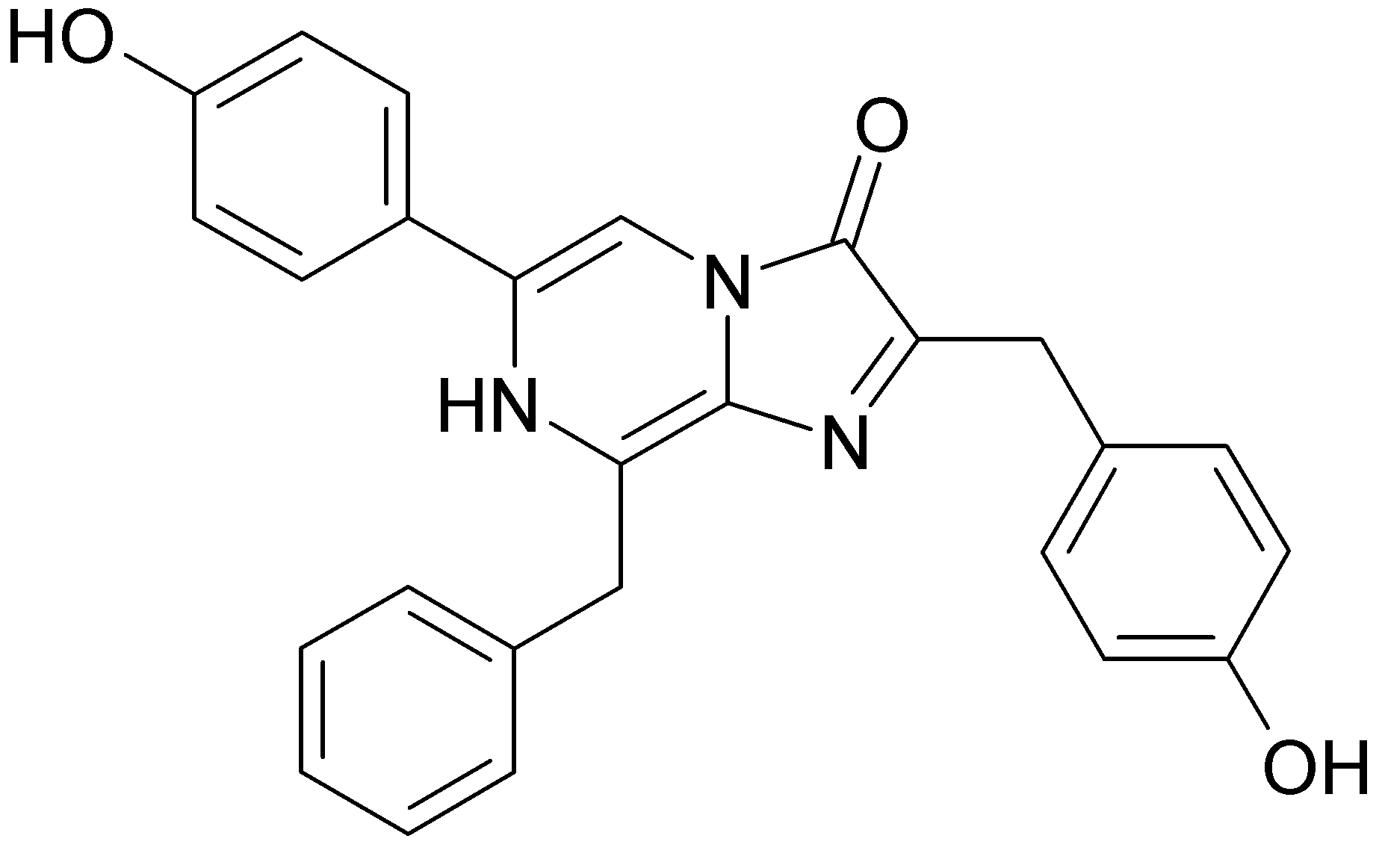
Coelenterazine

Luciferine is een algemene naam voor een klasse van biologische pigmenten, die uiteenlopende soorten organismen bij zich dragen, en die daardoor licht kunnen afgeven. Iedere soort luciferine is specifiek voor het soort organisme. Dit verschijnsel van bioluminescentie komt voor bij uiteenlopende diersoorten als vuurvliegjes, glimwormen, diepzeevissen, en bij sommige micro-organismen, bijvoorbeeld  'noctiluca scintillans' (zeevonk), een eencellige algensoort. De naam is afgeleid van het Latijnse woord voor 'licht' (lux) en 'dragen' (ferre).
Luciferine wordt geoxideerd 'in aanwezigheid van' (met behulp van) het enzym luciferase, waarbij energie in de vorm van licht vrijkomt:
luciferine + O2 + ATP  →   oxyluciferine + licht
Voor deze endotherme chemische reactie is de aanwezigheid van chemische energie, in de vorm van ATP vereist. De kleur van het licht is hierbij afhankelijk van het specifieke luciferase-enzym. Deze reactie is erg efficiënt: bijna alle energie komt vrij in de vorm van licht.

## Soorten luciferine
Er zijn vijf soorten luciferine.
1. luciferine zoals dat in vuurvliegjes voorkomt. Het is het  substraat van luciferine luciferase.
2. bacterieel luciferine. Dit wordt ook aangetroffen in sommige inktvissen en vissen. Dit is een aldehyde met een lange keten met een gereduceerd riboflavine fosfaat.
3. dinoflagellaat luciferine, een afgeleide van chlorofyl
4. varguline, aangetroffen in ostracoden, een soort garnalen. Het is een vorm van imidazolopyrazine.
5. Coelenterazine ook gevonden in verschillende waterdieren. Het is het lichtemitterende molecuul in het eiwit aequorine.

## Toepassingen
Door het effect van lichtafgifte wordt luciferine in de celbiologie gebruikt om de hoeveelheid ATP in een cel te bepalen. Hoe meer ATP in de cel aanwezig is, des te meer licht er wordt uitgestraald als er luciferine aan de cel wordt toegevoegd. Deze methode is zeer snel, binnen een minuut is er resultaat.
In biomedisch, celbiologisch onderzoek vinden verschillende (biotechnologische) toepassingen van luciferine plaats. Door bijvoorbeeld tumorcellen te creëren die luciferase aanmaken, kan de groei van een tumor in een levend wezen met een speciale gevoelige camera gevolgd worden. 
Ook wordt het gen voor het bijbehorende enzym luciferase gekoppeld aan een 'promotor', dat is een soort aan- en uitschakelaar van genen in het DNA van de cel. Daarmee kan zichtbaar gemaakt worden of een gen juist aan of uit staat in een bepaald type cel, hetgeen weer een middel is voor genetisch onderzoek naar allerlei eiwitten en hormonen, die ieder door een specifiek gen op het DNA worden gecodeerd.
Er is een hele tak van biotechnologische, chemische industrie ontstaan, die luciferine en luciferase voor deze toepassingen levert.